# Michail Iwanowitsch Koljuschew

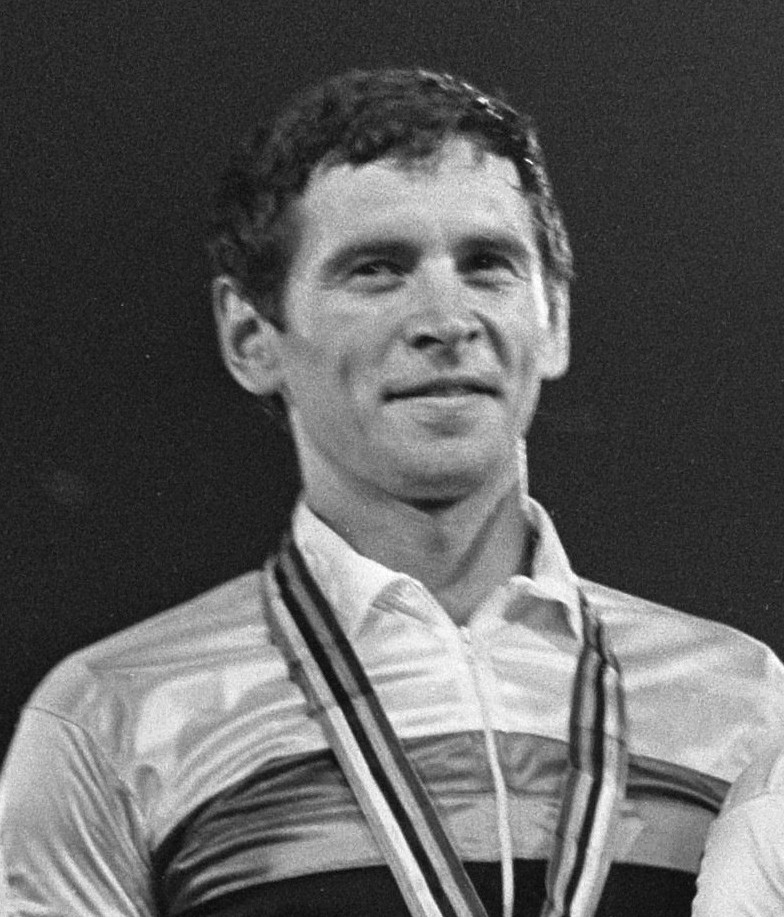
Michail Koljuschew (1967)

Michail Iwanowitsch Koljuschew (russisch Михаил Иванович Колюшев; * 28. April 1943 in Duschanbe; † 9. Juni 2024) war ein sowjetischer Radrennfahrer und Weltmeister im Radsport.

## Sportliche Laufbahn
Koljuschew, der aus Tadschikistan stammte, war in der Sowjetunion aktiv und Bahnradsportler. Bei den UCI-Bahn-Weltmeisterschaften 1965 wurde der sowjetische Bahnvierer mit Michail Koljuschew, Stanislaw Moskwin, Sergei Tereschtschenkow und Leonid Wukolow Weltmeister in der Mannschaftsverfolgung. 1967 gewann das sowjetische Team in der Zusammensetzung Stanislaw Moskwin, Michail Koljuschew, Wiktar Bykau und Dzintars Lācis erneut die Goldmedaille. 1966 holten Michail Koljuschew, Stanislaw Moskwin, Wiktar Bykau und Leonid Wukolow bei der Weltmeisterschaft die Bronzemedaille.
Koljuschew war Teilnehmer der Olympischen Sommerspiele 1968 in Mexiko-Stadt. Dort kam der Bahnvierer mit Dzintars Lācis, Stanislaw Moskwin, Wladimir Kusnezow, Michail Koljuschew und Wiktar Bykau auf den 4. Rang. Im Finale um die Bronzemedaille unterlagen sie gegen Italien.
Von 1966 bis 1968 gewann er die nationale Meisterschaft in der Mannschaftsverfolgung. Koljuschew startete für den Verein Dinamo Taschkent.

## Berufliches
Nach seiner aktiven Karriere war er als Lehrer und Trainer in Moskau tätig.